# Élection présidentielle américaine de 1996 en Louisiane
L'élection présidentielle américaine de 1996 en Louisiane a lieu le 5 novembre 1996 comme dans les 49 autres États qui composent les États-Unis ainsi que le district de Columbia. Les électeurs louisianais choisissent des grands électeurs pour les représenter dans le collège électoral à travers un vote populaire. La Louisiane dispose en 1996 de 9 grands électeurs. L'État donne l'ensemble de ses grands électeurs au candidat du Parti démocrate, le président des États-Unis sortant Bill Clinton. 
Le candidat vainqueur de ce scrutin dans tout le pays sera également Clinton, qui entamera un second mandat à la présidence des États-Unis le 20 janvier 1997. 
Il s'agit de la dernière élection présidentielle au cours de laquelle la Louisiane a été remporté par le candidat du Parti démocrate.